# Stadionul Mohammed bin Zayed

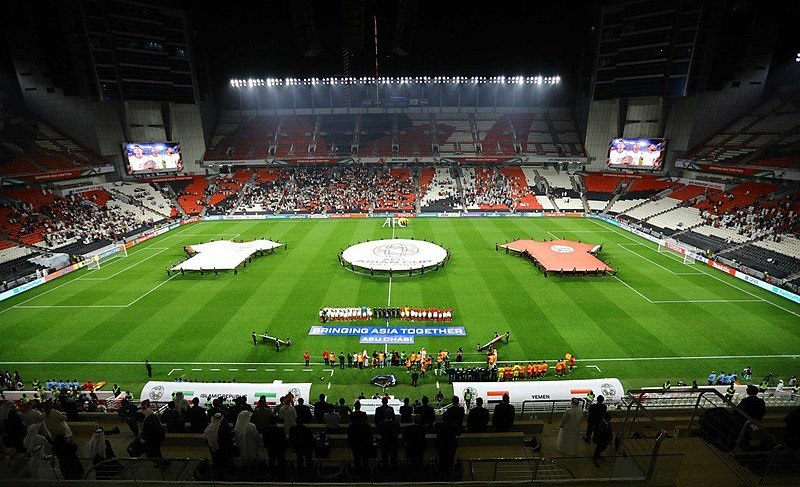
2019

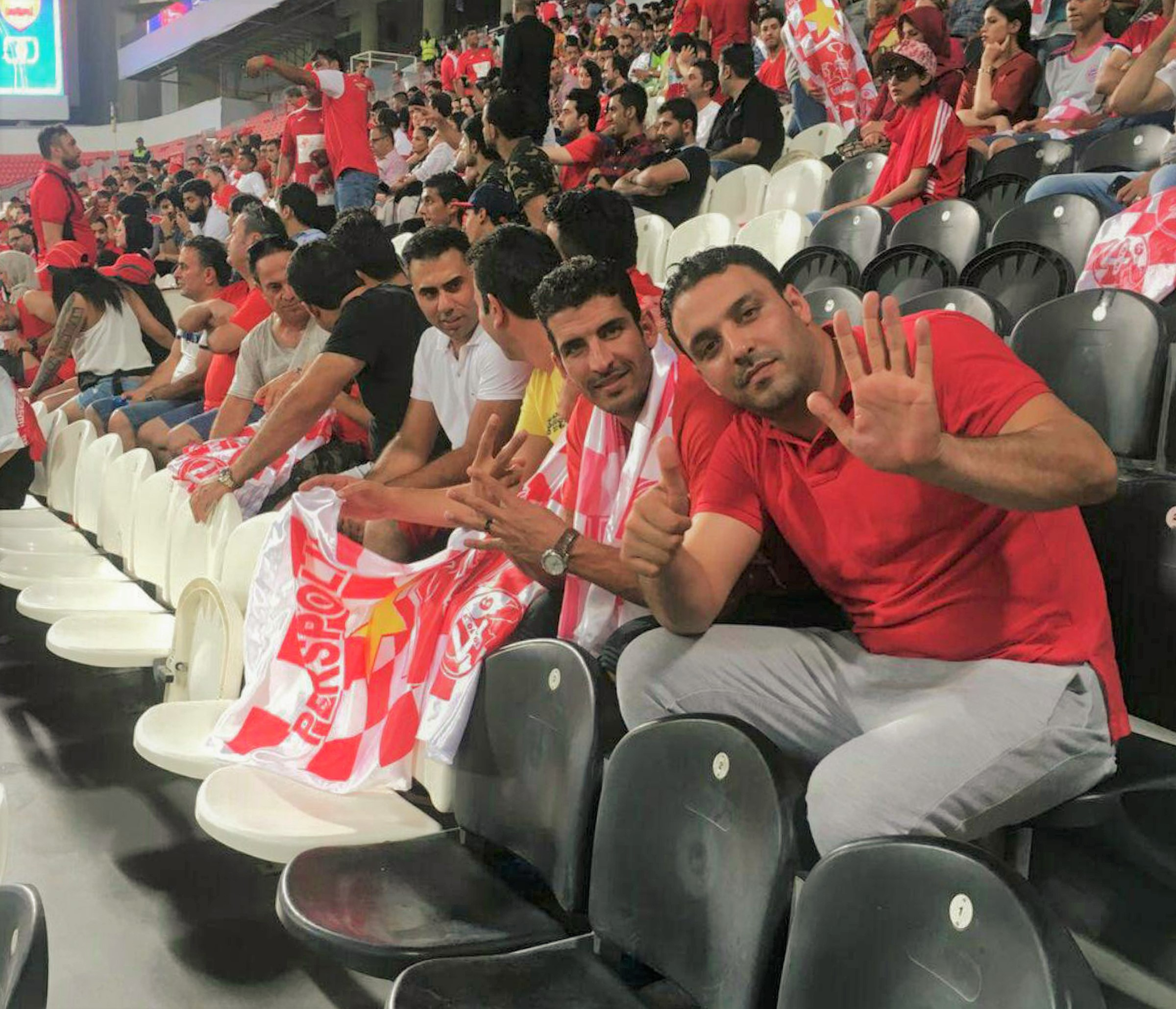
2018

Al Jazira Mohammed Bin Zayed Stadium (arabă ستاد محمد بن زايد) este un stadion multiuz din Abu Dhabi, Emiratele Arabe Unite. Acum cel mai mult timp este folosit pentru meciuri de fotbal și cricket. Este locul unde joacă meciurile de acasă Al-Jazira Club. La început stadionul avea numai 15.000 de locuri, dar a fost modernizat, acum având are o capacitate de 42.056.
Stadionul este numit după prințul moștenitor al Emiratului Abu Dhabi, Mohammed bin Zayed al Nahyan.